# Admir Mehmedi
Admir Mehmedi (ur. 16 marca 1991 w Gostiwarze, Socjalistyczna Republika Macedonii) – piłkarz szwajcarski pochodzenia albańskiego, który grał na pozycji napastnika. W latach 2011–2021 wielokrotny reprezentant Szwajcarii. Uczestnik Mistrzostw Świata w 2014 roku oraz Mistrzostw Europy w 2016 i 2020 roku.
W swojej karierze występował m.in. w takich klubach jak: Bayer Leverkusen, VfL Wolfsburg, SC Freiburg czy FC Zürich.

## Kariera piłkarska

### Kariera klubowa
Mehmedi urodził się w Jugosławii w rodzinie pochodzenia albańskiego. Karierę piłkarską rozpoczął w Szwajcarii, w klubie AC Bellinzona. W 2000 roku podjął treningi w FC Winterthur, w którym grał w drużynie juniorów do 2006 roku.
W 2006 Mehmedi przeszedł do FC Zürich. W 2007 roku zaczął grać w trzecioligowych rezerwach tego klubu, a w 2008 roku awansował do kadry pierwszego zespołu. 20 lipca 2008 zadebiutował w pierwszej lidze szwajcarskiej w wygranym 2:1 wyjazdowym meczu z Neuchâtel Xamax. Z kolei 24 sierpnia 2008 w meczu z FC Sion, który Zürich wygrał 3:1, strzelił swojego pierwszego gola w Axpo Super League. W 2009 roku wywalczył z Zürichem mistrzostwo Szwajcarii. W sezonie 2010/2011 stał się podstawowym zawodnikiem klubu, z którym został wicemistrzem kraju. 6 stycznia 2012 podpisał 4,5-letni kontrakt z ukraińskim Dynamem Kijów. 9 lipca 2013 roku został wypożyczony do SC Freiburg. 26 maja 2014 niemiecki klub wykupił transfer piłkarza. W 2015 przeszedł do Bayeru 04 Leverkusen.\
16 lipca 2021 roku zakończył reprezentacyjną karierę.
30 sierpnia 2023 roku zakończył piłkarską karierę.
| Sezon   | Klub                | Kraj       | Rozgrywki    | Mecze | Bramki |
| ------- | ------------------- | ---------- | ------------ | ----- | ------ |
| 2007/08 | FC Zürich II        | Szwajcaria | III liga     | 20    | 2      |
| 2008/09 | FC Zürich           | Szwajcaria | Super League | 11    | 2      |
| 2009/10 | FC Zürich           | Szwajcaria | Super League | 22    | 3      |
| 2010/11 | FC Zürich           | Szwajcaria | Super League | 33    | 10     |
| 2011/12 | FC Zürich           | Szwajcaria | Super League | 18    | 4      |
| 2011/12 | Dynamo Kijów        | Ukraina    | Premier-liha | 9     | 1      |
| 2012/13 | Dynamo Kijów        | Ukraina    | Premier-liha | 16    | 0      |
| 2013/14 | SC Freiburg         | Niemcy     | Bundesliga   | 32    | 12     |
| 2014/15 | SC Freiburg         | Niemcy     | Bundesliga   | 28    | 4      |
| 2015/16 | Bayer 04 Leverkusen | Niemcy     | Bundesliga   | 28    | 2      |
| 2016/17 | Bayer 04 Leverkusen | Niemcy     | Bundesliga   | 22    | 3      |
| 2017/18 | Bayer 04 Leverkusen | Niemcy     | Bundesliga   | 12    | 2      |
| 2017/18 | VfL Wolfsburg       | Niemcy     | Bundesliga   | 5     | 1      |
| 2018/19 | VfL Wolfsburg       | Niemcy     | Bundesliga   | 26    | 6      |
| 2019/20 | VfL Wolfsburg       | Niemcy     | Bundesliga   | 21    | 2      |
| 2020/21 | VfL Wolfsburg       | Niemcy     | Bundesliga   |       |        |

### Kariera reprezentacyjna
Mehmedi grał w młodzieżowych reprezentacjach Szwajcarii. Z kolei 4 czerwca 2011 zadebiutował w reprezentacji, w zremisowanym 2:2 meczu eliminacji do Euro 2012 z Anglią, rozegranym w Londynie.

## Sukcesy i odznaczenia

### Sukcesy klubowe
- Mistrzostwo Szwajcarii: 2008/09
  - Wicemistrz: 2011

### Sukcesy reprezentacyjne
- Mistrzostwo Europy U-21:
  - Wicemistrz: 2011